# 金珊瑚
金 珊瑚（キム・サンホ、1940年8月9日 - ）は、大韓民国の漫画家。

## 経歴
- 1974年 - 珊瑚グループ最高経営責任者就任

## 作品
- 1959年 - 『ライパイ』
- 1993年 - 『大朝鮮帝国史』

## 受賞
- 2008年 - 玉冠文化勲章
- 2011年 - ソウル国際マンガ・アニメーション映画祭コミックアワード